# Осетров, Евгений Иванович
Евге́ний Ива́нович Осетро́в (17 июля 1923 — 19 июля 1993) — советский писатель и литературный критик, исследователь и популяризатор истории русской культуры, памятников искусства и старины Москвы, библиофил.

## Биография
Родился в Костроме, в семье библиотекарей Ивана Александровича и Марии Александровны Осетровых. В семье было четверо детей: два брата и две сестры; сёстры стали библиотечными работниками, брат Юрий стал известным в городе Костроме журналистом (в 2000 году он издал книгу «Улица моего брата»).
Среднюю школу окончил в 1941 году и сразу ушёл на фронт. Красноармеец-связист 69-й Севской стрелковой дивизии. Его стихи постоянно печатали армейские газеты. Воевал на Смоленщине, участвовал в форсировании Десны и Днепра. После тяжёлого ранения в 1944 году был демобилизован и вернулся в Кострому (награждён медалью «За отвагу»). В 1944—1946 годах работал в газете «Северная правда»; в 1946 году начал работать во владимирской газете «Призыв», где прошёл путь от литработника до заместителя главного редактора. В 1953 году заочно окончил Литературный институт имени А. М. Горького.
В 1956 году переехал в Москву. Работал в таких известных газетах, как: «Литература и жизнь» (1957—1959; заместитель главного редактора), «Правда» (1959—1961; референт отдела литературы и искусства), «Литературная газета» (1961—1963; заместитель главного редактора), а также в популярных журналах: «Вопросы литературы» и «Дружба народов»; в 1963—1993 годах был заместителем главного редактора журнала «Дружба народов». Член Союза Писателей СССР с 1964 года. После окончания в 1968 году Академии общественных наук при ЦК КПСС, был направлен первым заместителем главного редактора журнала «Вопросы литературы».
В 1973 году Евгений Осетров основал литературный альманах «Альманах библиофила» и стал его главным редактором. Книги Осетрова посвящены истории и архитектуре Москвы.
Жена: Осетрова Анна Фёдоровна.
Умер 19 июля 1993 года в Москве. Похоронен в Костроме.

## Творчество
Его первой книгой была повесть «Подземные сокровища» (Владимир, 1951). Всего у Осетрова вышло более 40 книг, в том числе:
- «Шкатулка Арины Родионовны» (Владимир, 1954);
- «Ветка Лауры» (Владимир, 1960);
- «Познание России» (М., 1962);
- «Живая Древняя Русь» (М., 1970);
- «Муза в берёзовом перелеске» (М., 1974);
- «Меч и лира» (М., 1976);
- «Мир Игоревой песни» (1977);
- «Родословное древо» (М., 1979);
- «Человек-песня» (М., 1979);
- «Дума о Кремле» (М., 1982);
- «Книга о русской поэзии» (М., 1982);
- «Записки старого книжника» (М.: «Книга», 1984);
- «Моё открытие Москвы. Рассказы о столице» (М., 1987);
- «Три жизни Карамзина» (М., 1989);
- «Аз — свет миру» (М., 1989);
- «Голоса поэтов. Этюды о русской лирике» (М., 1990);
- «Святая Русь» (М., 1996).

## Память
В открытом в 1996 году литературном музее Костромы хранится несколько тысяч книг из библиотеки Осетрова; создан рабочий кабинет Осетрова, картины и обстановка которого переданы женой писателя, Анной Фёдоровной.
В 1994 году в микрорайоне Ипатьевская слобода Социалистическая улица была переименована в улицу Евгения Осетрова, а на его доме установлена мемориальная доска.